# 黄昏アウトフォーカス
『黄昏アウトフォーカス』シリーズは、じゃのめによる日本の漫画作品。『ハニーミルク』（講談社）にて連載中。

## 概要
男子校の映画部を舞台にした、男子高校生たちの恋愛模様を描く青春群像劇。2023年7月時点で、『黄昏アウトフォーカス』『残像スローモーション』『黄昏アウトフォーカスoverlap』『宵々モノローグ』『黄昏アウトフォーカス long take』の五作品が存在する。
シリーズ一作目の『黄昏アウトフォーカス』は、ハニーミルクVOL.25からVOL.34まで連載された。映画部の撮影担当・土屋真央と、不良の大友寿との物語が描かれる。
シリーズ二作目の『残像スローモーション』は、ハニーミルクVOL.43からVOL.48まで連載された。映画部部長である菊地原仁と、後輩である市川義一との恋愛模様が描かれる。
シリーズ三作目の『黄昏アウトフォーカス overlap』は、黄昏アウトフォーカスの番外編を集めたもの。コミックス未収録話数やドラマCDのアフレコルポ漫画に加え、番外編である『恋色ソフトフォーカス』と『夜の空に光るもの』が収録されている。恋人同士になった土屋真央と大友寿のその後の様子が描かれる。
シリーズ四作目の『宵々モノローグ』は、ハニーミルクVOL.54からVOL.60まで連載された。。映画部元副部長の稲葉礼と、新入部員の吉乃詩音との恋が描かれる。
シリーズ五作目の『黄昏アウトフォーカス long take』は、ハニーミルクVOL.72より連載中。既刊1巻。進級を控えた土屋真央と大友寿のその後の様子が描かれる。

## 登場人物
土屋真央
声 - 松岡禎丞
映画部の撮影担当。
大友寿
声 - 内田雄馬
菊地原仁
声 - 古川慎、佳穂成美（少年）
映画部の部長。
市川義一
声 - 中澤まさとも、杉山里穂（少年）
稲葉礼
声 - 江口拓也
映画部の元副部長。
吉乃詩音
声 - 斉藤壮馬

## 書誌情報
| タイトル                                                               | 発売日                                                                 | ISBN                                                                   |                                                                        |
| じゃのめ『黄昏アウトフォーカス』シリーズ 講談社〈ハニーミルク〉既刊3巻 | じゃのめ『黄昏アウトフォーカス』シリーズ 講談社〈ハニーミルク〉既刊3巻 | じゃのめ『黄昏アウトフォーカス』シリーズ 講談社〈ハニーミルク〉既刊3巻 | じゃのめ『黄昏アウトフォーカス』シリーズ 講談社〈ハニーミルク〉既刊3巻 |
| ---------------------------------------------------------------------- | ---------------------------------------------------------------------- | ---------------------------------------------------------------------- | ---------------------------------------------------------------------- |
| 黄昏アウトフォーカス                                                   | 2019年6月14日                                                          | ISBN 978-4-06-516066-4                                                 |                                                                        |
| 残像スローモーション                                                   | 2020年7月10日                                                          | ISBN 978-4-06-520011-7                                                 |                                                                        |
| 宵々モノローグ                                                         | 2021年6月15日                                                          | ISBN 978-4-06-524126-4                                                 |                                                                        |

| 巻数                                                                     | 発売日                                                              | ISBN                                                                |                                                                     |
| じゃのめ『黄昏アウトフォーカス overlap』 講談社〈ハニーミルク〉単巻      | じゃのめ『黄昏アウトフォーカス overlap』 講談社〈ハニーミルク〉単巻 | じゃのめ『黄昏アウトフォーカス overlap』 講談社〈ハニーミルク〉単巻 | じゃのめ『黄昏アウトフォーカス overlap』 講談社〈ハニーミルク〉単巻 |
| ------------------------------------------------------------------------ | ------------------------------------------------------------------- | ------------------------------------------------------------------- | ------------------------------------------------------------------- |
| 単巻                                                                     | 2020年8月12日                                                       | ISBN 978-4-06-520603-4                                              |                                                                     |
| じゃのめ『黄昏アウトフォーカス long take』 講談社〈ハニーミルク〉既刊1巻 |                                                                     |                                                                     |                                                                     |
| 1                                                                        | 2023年7月12日                                                       | ISBN 978-4-06-532618-3                                              |                                                                     |

## ドラマCD
Ginger RecordsによるドラマCD。『黄昏アウトフォーカス』『残像スローモーション』『黄昏アウトフォーカス overlap』の三作が発売されている。

### キャスト
| 黄昏アウトフォーカス - 土屋真央 - 松岡禎丞 - 大友寿 - 内田雄馬 - 市川義一 - 中澤まさとも - 加賀利ルナ - 市川蒼 - 加賀利テル - 柳晃平 - 本條雪孝 - 大塚剛央 | 残像スローモーション - 菊地原 仁 - 古川慎 - 市川義一 - 中澤まさとも - 稲葉礼 - 江口拓也 - 千秋実 - 佐藤元 (声優) - 土谷功緒 - 田所陽向 - ルディ - 内匠靖明 | 黄昏アウトフォーカス overlap - 土屋真央 - 松岡禎丞 - 大友寿 - 内田雄馬 - 市川義一 - 中澤まさとも - 加賀利ルナ - 市川蒼 - 加賀利テル - 柳晃平 |

### CD情報
| タイトル                     | 発売日        | 規格品番 |
| ---------------------------- | ------------- | -------- |
| 黄昏アウトフォーカス         | 2020年5月29日 | GNG-2034 |
| 残像スローモーション         | 2021年5月28日 | GNG-2142 |
| 黄昏アウトフォーカス overlap | 2021年6月18日 | GNG-2143 |

## テレビアニメ
スタジオディーン制作によるテレビアニメ。2024年7月から9月までTOKYO MXほかにて放送された。『黄昏アウトフォーカス』『残像スローモーション』『黄昏アウトフォーカスoverlap』『宵々モノローグ』の四作を原作とする。

### 製作
| 原作                         | じゃのめ                                   |
| 監督                         | 渡部穏寛                                   |
| シリーズ構成                 | 成田良美                                   |
| キャラクターデザイン         | 菊地洋子                                   |
| プロップデザイン             | 土本佳奈 岡戸智凱                          |
| 美術監督                     | 山梨絵里                                   |
| 美術設定                     | 友野加世子 大久保修一 乗末美穂             |
| 色彩設計                     | 安住唯                                     |
| 撮影監督                     | 越山麻彦                                   |
| 3DCGディレクター             | 大嶋慎介                                   |
| 編集                         | 小池祐樹                                   |
| 音響監督                     | 矢野さとし                                 |
| 音響効果                     | 奥田維城 牛黒希美                          |
| 音響制作                     | Ai Addiction                               |
| 音楽                         | 宝野聡史 中野香梨                          |
| 音楽制作                     | AQUA ARIS                                  |
| プロデューサー               | 佐藤圭介 奥村葉 長谷川嘉範 黒須信彦 鞍谷光 |
| アニメーションプロデューサー | 齋藤隆行                                   |
| アニメーション制作           | スタジオディーン                           |
| 製作                         | 「黄昏アウトフォーカス」製作委員会         |

沿革
2023年7月3日にテレビアニメ化が発表。じゃのめによるお祝いイラストとともに、キャスト情報が公開された。キャストはドラマCDから続投し、土屋真央役を松岡禎丞が、大友寿役を内田雄馬が担当することが発表された。
2024年1月23日にはティザーサイトが公開。サイト内で、主人公六人が描かれた三種のティザービジュアルが公開された。ティザービジュアルは、画面をタップすることで色を塗れる演出が取られた。
2024年3月18日には、キービジュアルやキャラクタービジュアルとともに、メインキャスト情報とスタッフ情報が公開された。キービジュアルでは、光さす教室にいる三組の様子が描かれた。菊地原仁役を古川慎が、市川義一役を中澤まさともが、稲葉礼役を江口拓也が、吉乃詩音役を斉藤壮馬がそれぞれ担当することが発表された。
2024年5月29日には、第1話と第2話の先行上映会が開催された。イベント内では松岡禎丞と内田雄馬によるトークショーが行なわれた。また、イベント内で公開された第2弾PVとともに、主題歌情報が公開された。
主題歌
オープニングテーマ
山崎育三郎によれば、オープニングテーマ「クランクアップ」は、物語に寄り添った儚く切ないミディアムバラードであるという。
エンディングテーマ
Amber'sの福島拓人によると、エンディングテーマ「Unchain×Unchain」は寿の繊細さと強い想いをイメージして作られている。本楽曲の当初の曲名は「Unchain」であったが、原作を読んでつながりが重要な作品であると感じたため「Unchain×Unchain」の形になったという。また、寿役の内田雄馬によれば、楽曲には彼の渇望や誰かのぬくもりを求める部分が表れているという。
収録
内田雄馬は変化していく土屋真央と大友寿の関係性とコミュニケーションの取り方を演じるにあたって、松岡禎丞との長い付き合いが演技に活かされたと説明した。松岡禎丞も、パートナーとしての受け応えが重要であり、長い付き合いの内田さんとの呼吸感が役に反映されたと述べた。二人はドラマCDの経験を活かしつつ、アニメならではの表現方法に取り組んだという。

### 主題歌
「クランクアップ」
山崎育三郎によるオープニングテーマ。作詞・作曲は尾崎雄貴、編曲はGalileo Galilei。
「Unchain×Unchain」
Amber'sによるエンディングテーマ。作詞は豊島こうき、作曲はAmber's、編曲は徳永暁人とAmber's。

### 各話リスト
| 話数    | サブタイトル               | 脚本     | 絵コンテ | 演出     | 作画監督 | 総作画監督                                     | 初放送日      |
| ------- | -------------------------- | -------- | -------- | -------- | --- | ---------------------------------------------- | ------------- |
| take.1  | 始まる前に終わる恋なんか   | 成田良美 | 渡部穏寛 | 渡部穏寛 | 髙橋紀子 山下英美 伊更あめ 久保美月 森本浩文                                                                       | 菊地洋子 石井明治 森本浩文                     | 2024年 7月4日 |
| take.2  | 俺にしなよ                 | 成田良美 | 渡部穏寛 | 村田尚樹 | 小林奈々海 鈴木莉乃 Fusion Studio 杭州神在動画 無錫月霊動画 寧波麦冬映画                                           | 菊地洋子 石井明治 森本浩文                     | 7月11日       |
| take.3  | きれいなだけじゃない気持ち | 成田良美 | 渡部穏寛 | 渡辺正彦 | 澤井真紀 浪上悠里 能條理行 和田伸一 中島由喜 植竹康彦 張昀                                                         | 菊地洋子 大和田彩乃 中村深雪                   | 7月18日       |
| take.4  | 映画みたいに               | 成田良美 | 渡部穏寛 | 渡部穏寛 | 山下英美 髙橋紀子 伊更あめ 鈴木莉乃 張昀                                                                           | 菊地洋子 石井明治 森本浩文                     | 7月25日       |
| take.5  | 菊地原仁の悩み             | 森江美咲 | 大畑清隆 | 金子エマ | 小林奈々海 武本大介 杭州神在動画 無錫月霊動画 寧波麦冬映画                                                         | 菊地洋子 石井明治                              | 8月1日        |
| take.6  | 菊地原仁の初恋             | 森江美咲 | 大畑清隆 | 村田尚樹 | 澤井真紀 劉偉航 浪上悠里 渡部ゆかり 植竹康彦 髙橋紀子 張昀                                                         | 菊地洋子 大和田彩乃 中村深雪                   | 8月8日        |
| take.7  | 因縁の決着                 | 森江美咲 | 渡部穏寛 | 渡部穏寛 | 髙橋紀子 伊更あめ 久保美月 山下英美 劉偉航 張昀                                                                    | 菊地洋子 石井明治                              | 8月15日       |
| take.8  | どクズな彼氏               | 成田良美 | 渡部穏寛 | 渡辺正彦 | 小林奈々海 中島大智 杭州神在動画 無錫月霊動画 寧波麦冬映画                                                         | 菊地洋子 大和田彩乃 中村深雪                   | 8月22日       |
| take.9  | もっと会いたがってよっ     | 成田良美 | 渡部穏寛 | 村田尚樹 | 澤井真紀 植竹康彦 浪上悠里 高田小知代 羽根田弓子 寧波麦冬映画 無錫月霊動画                                         | 菊地洋子 中山由美 石井明治                     | 8月29日       |
| take.10 | 永遠だって誓ってよ         | 森江美咲 | 渡部穏寛 | 渡部穏寛 | 髙橋紀子 山下英美 伊更あめ 久保美月 張昀                                                                           | 菊地洋子 大和田彩乃 中村深雪 福永智子          | 9月5日        |
| take.11 | 進路                       | 成田良美 | 渡部穏寛 | 渡辺正彦 | 小林奈々海 和田伸一 杭州神在動画 無錫月霊動画 寧波麦冬映画                                                         | 菊地洋子 石井明治 中山由美                     | 9月12日       |
| take.12 | 赤い糸                     | 成田良美 | 渡部穏寛 | 渡部穏寛 | 久保美月 浪上悠里 澤井真紀 髙橋紀子 劉偉航 能條理行 張昀 羽根田弓子 許睿雄 Fusion Studio 寧波麦冬映画 杭州神在動画 | 菊地洋子 中村深雪 福永智子 大和田彩乃 森本浩文 | 9月19日       |

### 放送局
| 放送期間                | 放送時間                     | 放送局       | 対象地域 | 備考                                                      |
| ----------------------- | ---------------------------- | ------------ | -------- | --------------------------------------------------------- |
| 2024年7月4日 - 9月19日  | 木曜 23:30 - 金曜 0:00       | TOKYO MX     | 東京都   |                                                           |
| 2024年7月5日 - 9月20日  | 金曜 0:30 - 1:00（木曜深夜） | BSフジ       | 日本全域 | 製作参加 / BS放送 / 『アニメギルド』枠 / リピート放送あり |
| 2024年7月7日 - 9月22日  | 日曜 2:35 - 3:05（土曜深夜） | 北海道テレビ | 北海道   | 『アニメな時間』枠 / 原作者の出身地                       |
| 2024年7月11日 - 9月26日 | 木曜 20:30 - 21:00           | AT-X         | 日本全域 | CS放送 / 字幕放送 / 『アニメ女子部』枠 / リピート放送あり |

| 配信開始日   | 配信時間                     | 配信サイト | 備考 |
| ------------ | ---------------------------- | --- | ---- |
| 2024年7月5日 | 金曜 0:00 - 0:30（木曜深夜） | ABEMA |      |
|              | 金曜 0:00（木曜深夜） 更新   | U-NEXT アニメ放題 |      |
| 2024年7月8日 | 月曜 0:00（日曜深夜） 更新   | Prime Video dアニメストア Lemino DMM TV FOD バンダイチャンネル Hulu AnimeFesta TELASA （見放題プラン） J:COM STREAM 見放題 milplus 見放題パックプライム ニコニコ |      |

### BD
| 巻 | 発売日         | 収録話         | 規格品番  |
| -- | -------------- | -------------- | --------- |
| 1  | 2024年10月25日 | 第1話 - 第4話  | MOVC-0421 |
| 2  | 2024年11月29日 | 第5話 - 第8話  | MOVC-0422 |
| 3  | 2024年12月27日 | 第9話 - 第12話 | MOVC-0423 |